# Есиней-мурза
Есиней-мурза (Есиней мурза Дивеев, Исанай-бий, Есене мурза) (? — 1584) — бий Мансурульской орды (1572—1584), старший сын и преемник Дивей-мурзы. Потомок знаменитого правителя Золотой Орды Едигея, основателя Ногайской орды.

## Биография
В 1572 году после пленения своего отца Дивей-мурзы во время битвы при Молодях Есиней-мурза стал главой рода Мансуров и возглавил ногайские племенные объединения на северных границах Крымского ханства.
Есиней-мурза руководил набегами на южнорусские земли. В 1577 году крымские татары и ногайцы под предводительством Есиней-мурзы разорили алаторские и темниковские места.
В 1578 году Есиней-мурза Дивеев возглавил новый набег на московские приграничные владение. Под его командованием находилось 6 тыс. казиевцев, 2 тыс. азовцев, 2 тыс. больших ногаев и 2 тыс. дивеевых ногаев.
В 1580 году «сего лета» ногаи вместе с крымцами и Дивеевыми детьми «неидинова» приходили на московские украйны и «многие убытки поделали».
В 1584 году Есиней-мурза участвовал в походе 50-тысячной крымскотатарской орды на южнорусские владения. Во время похода Есиней с отдельным отрядом осадил крепость Белёв, но при приближении русских сил вынужден был снять осаду и отступил.
Во время междоусобицы в Крымском ханстве в 1580-х годах Есиней-мурза и мансуры поддерживали крымского хана Мехмеда II Герая в борьбе с братьями. В 1584 году хан Мехмед II Герай потерпел поражение от османов под командованием Осман-паши Оздемироглу и бежал к Перекопу, но по пути был схвачен и убит калгой Алп-Гиреем. Борьбу продолжил нуреддин Саадет-Гирей, старший сын Мехмеда II Герая. Он вместе с братьями бежал в ногайские улусы. Вместе с ними находились мурзы Есиней и Арсланай Дивеевы.
В том же 1584 году Саадет-Гирей с большим ногайским войском вторгся в Крым и занял Бахчисарай, где вступил на ханский престол. Его дядя-соперник Ислям-Гирей бежал из столицы в Кафу, под защиту турецкого гарнизона. Получив подкрепление из Турции, Ислям-Гирей выступил из Кафы против своего племянника Саадет-Гирея. В битве на реке Индол Саадет-Гирей потерпел поражение и бежал с братьями к ногайцам. В битве на реке Индол погиб мансурский мурза Есиней. После его смерти лидером Мансуров стал его младший брат Арсланай-мурза.